# 양산 통도사 청동은입사향완 (보물 제334호)
양산 통도사 청동은입사향완(梁山 通度寺 靑銅銀入絲香垸)은 대한민국 경상남도 양산시, 통도사 성보박물관에 있는 고려시대의 공예품이다. 1963년 1월 21일 대한민국의 보물 제334호로 지정되었다.

## 개요
향로란 절에서 마음의 때를 씻어준다는 의미를 지닌 향을 피우는데 사용하는 기구를 총칭하는 말로 화완, 향완이라고도 한다. 향로는 모양에 관계없이 향을 피우는 도구를 총칭하는 말이고, 화완·향완은 밥 그릇 모양의 몸체에 나팔모양의 높은 받침대를 갖춘 향로만을 말한다.
통도사 청동 은입사 향완은 높이 33cm, 입지름 30cm, 받침대 지름 24.7cm인 이 향로의 전체는 굵고 가는 은·금실을 이용하여 연꽃무늬, 덩굴무늬, 봉황, 구름무늬로 가득차게 새겼다. 몸통 중앙 네 곳에 원을 두르고 그 주위에 꽃무늬가 있다. 현재 원 안에 범자를 찍은 둥근 주석판을 4개의 못으로 고정시켰는데, 이것은 나중에 보수한 것이다. 원 사이 공간은 덩굴무늬가 새겨 있으며, 몸통 아래에는 연꽃무늬가 돌아가며 새겨져 있다.
특히 몸통의 덩굴무늬 사이를 은판으로 채운 것은 이 향로의 두드러진 특징이다. 받침대는 3단으로 되어 있으며 윗쪽은 연꽃무늬, 아래쪽은 덩굴무늬, 중앙은 넓은 공간에 구름문과 봉황이 굵고 가는 선으로 배치되어 있다.
입 주위의 넓은 테인 전의 일부가 약간 휘어진 것이 흠이지만, 외형상 새긴 무늬가 매우 정교하고 세련된 것으로 보아, 고려 전기 작품으로 볼 수 있다. 

## 같이 보기
- 통도사 성보박물관

## 참고 자료
- 통도사 청동은입사향완 - 국가유산청 국가유산포털